# Tellervo digulica
Tellervo digulica är en fjärilsart som beskrevs av Gustaaf Hulstaert 1924. Tellervo digulica ingår i släktet Tellervo och familjen praktfjärilar. Inga underarter finns listade i Catalogue of Life.